# Ковтун, Евгений Вячеславович
Евге́ний Вячесла́вович Ковтун (род. 14 апреля 1977, Москва) — российский правовед и публицист, эксперт в области государственного регулирования игорной и лотерейной деятельности. Автор книг и статей, посвященных правовому регулированию игорного бизнеса. Статьи Евгения Ковтуна опубликованы в различных средствах массовой информации в Российской Федерации и за рубежом и переведены на многие языки мира.

## Биография
Родился 14 апреля 1977 года в Москве. Окончил Московский институт железнодорожного транспорта (1999) и Всероссийскую государственную налоговую академию Министерства финансов Российской Федерации (2006). С 2019 года организатор международного фестиваля интеллектуальных видов спорта "Сильные фигуры".

## Книги о правовом регулировании игорной деятельности
- Налогообложение азартных игр. — Статус-Кво-97 2004 [1]. ISBN 5-17-270031-5
- Азартные игры и пари в России — 2005 (вместе с Евгением Горошко). — АиН 2004. ISBN 5-89698-017-5
- Игорный бизнес в России: законодательное регулирование. — Юридический Центр Пресс 2005 [2]. ISBN 978-5-94201-456-8
- Правовое регулирование игорного бизнеса в зарубежных странах (вместе с Сергеем Ковалевым). — Аллель 2000 2006 [3]. ISBN 5-9661-0237-6
- Правовое регулирование игорного бизнеса в Украине и сопредельных государствах. — ЗАО «И-Г-РОК» 2008 [4]. ISBN 978-966-2063-07-3
- Правове регулювання грального бізнесу в Україні та іноземних державах. — ЗАО «И-Г-РОК» 2008. ISBN 978-966-2063-07-3
- Legal regulation of gambling in former USSR countries. — Responsible Gaming Fund Russia 2008. ISBN 978-5-903391-12-7
- История правового регулирования азартных игр в России. — ИПЦ Маска 2009 [5]. ISBN 978-5-91146-255-0
- Азарт в Стране Советов. Том 1. Азартные игры. — ЗАО "Олимп-Бизнес" 2012. ISBN 978-5-9693-0220-1
- Азарт в Стране Советов. Том 2. Лотереи. — ЗАО "Олимп-Бизнес" 2012. ISBN 978-5-9693-0220-8
- Азарт в Стране Советов. Том 3. Государственная карточная монополия. — ЗАО "Олимп-Бизнес" 2012. ISBN 978-5-9693-0220-5
- История советских лотерей (1917-1924). — "Лимбус-Пресс". 2020, 2021. ISBN 978-5-8370-0753-8. ISBN 978-5-8370-0892-4
- История советских лотерей (1925-1930). — "Лимбус-Пресс". 2021. ISBN 978-5-8370-0891-7

## Иные книги
- История одного недоимщика, или Похождения бухгалтера Проводкина. — Лекс-Книга 2004 [6]. ISBN 5-17-270030-7
- Состояние системы государственного контроля в Российской Федерации (общая редакция). — Издательский дом Государственного Университета Высшей школы экономики 2010.[7]. ISBN 978-5-7598-0803-9
- Итоги анализа практики применения законодательства Российской Федерации о саморегулируемых организациях в отдельных сферах и отраслях экономической деятельности (в соавторстве). — Государственный Университет - Высшая школа экономики 2011. ISBN 978-5-7598-0873-2
- Осуществление контроля (надзора) государственными и муниципальными предприятиями и учреждениями (в соавторстве). — Национальный исследовательский университет "Высшая школа экономики". Издательский дом Высшей школы экономики 2011. ISBN 978-5-7598-0890-9
- Состояние системы государственного контроля в Российской Федерации (общая редакция). — Издательство: "Макс Пресс" 2011. ISBN 978-5-317-03767-3
- Региональный и муниципальный контроль в Российской Федерации (в соавторстве). - Издательский дом Высшей школы экономики. 2012. ISBN 978-5-7598-0966-1
- Контрольно-надзорная деятельность в Российской Федерации. Аналитический доклад - 2012 (в соавторстве). — Издательство: "Макс Пресс" 2013. ISBN 978-5-317-04410-7

## Статьи
- Ислам и азарт — понятия несовместимые?! (вместе с Ольгой Жарковской) [8]. — Журнал «Мир игр и развлечений»
- История гонений и запретов (вместе с Ольгой Жарковской) [9]. — Журнал «Мир игр и развлечений»
- Правители XX века через призму игорного дела [10]. — Фишка Casino Games
- Как это было… Взлеты и … игорного бизнеса. Азартные игры и пари в современной России [11]. — Фишка Casino Games
- Азарт советской эпохи [12]. — Журнал «Мир игр и развлечений»
- Монако. Поначалу крупье играли между собой [13]. — Журнал «Мир игр и развлечений»
- Система ограничений несовершеннолетних от вовлечения в азартные игры. — Журнал «Закон и право», № 11.
- Регулирование коммерческих игр в России. История вопроса (вместе с Сергеем Ковалевым). — Журнал «ПолитЭкономика», № 4, 2010.
- Как вернуть излишне уплаченные налоги [14]. — Журнал «Директор-инфо», № 29, 2003.
- Комментарий к главе 29 Налогового Кодекса РФ. — Журнал «Большая игра», октябрь-ноябрь, 2003.
- Лотерея Деткомиссии при ВЦИК. — Журнал «Петербургский коллекционер», март, 2013.
- Законодательное регулирование лотерей: опыт Страны Советов. — Журнал «ПолитЭкономика», № 4 (64), 2013.
- Лотереи Осоавиахима. — Журнал «Петербургский коллекционер», декабрь, 2013.

## Интервью
- Писатель Евгений Ковтун издал два тома тетралогии-исследования о малоизученной стороне жизни нашей страны.
- От кулацких розыгрышей до «Спортлото». Эволюция советских лотерей.
- История советских лотерей.
- Лотерейная эволюция: почему граждане СССР долгое время не хотели покупать лотерейные билеты.
- Интервью с автором уникального трехтомника «Азарт в стране советов».
- Оренбургская область попала в книгу о лотереях.